# Nebdžefare
Nebdžefare je bil faraon  iz Štirinajste egipčanske dinastije, ki je vladal 12 do 24 mesecev v drugem vmesnem obdobju Egipta v 17. stoletju pr. n. št. Znan je edino z zelo poškodovanega Torinskega seznama kraljev.
Nebdžefare je vladal verjetno samo v severnem delu Spodnjega Egipta. Egiptologi začetek njegove vladavine umeščajo v leto 1694 pr. n. št. (Ryholt, Bülow-Jacobsen 1997) ali okoli leta 1672 pr. n. št. (Gonzalez 1995), se pravi v drugo vmesno obdobje Egipta ali čisto na konec Srednjega kraljestva. Med njegovim vladanjem je v ostalem delu Egipta še vladala Trinajsta dinastija iz Memfisa.
Faraon je znan samo s Torinskega seznama kraljev, zelo poškodovanega papirusa z imeni egipčanskih bogov in seznamom faraonov od Prve do Sedemnajste dinastije. Zaradi poškodb papirusa je za Nebdžefareja samo podatek, da je vladal eno leto, podatka za mesece in dneve pa sta izgubljena. Njegova vladavina je zato trajala od 12 do 24 mesecev. Zaradi poškodb papirusa je izgubljeno tudi njegovo osebno ime (nomen).